# Amtsgericht Bremervörde
Das Amtsgericht Bremervörde ist eines von acht Amtsgerichten im Landgerichtsbezirk Stade und hat seinen Sitz im niedersächsischen Bremervörde (Landkreis Rotenburg (Wümme)).

## Übergeordnete Gerichte
Dem Amtsgericht Bremervörde sind im Instanzenzug das Landgericht Stade, das Oberlandesgericht Celle sowie der Bundesgerichtshof in Karlsruhe übergeordnet.

## Geschichte
Mit dem am 1. Oktober 1852 in Kraft tretenden hannoverschen Gerichtsverfassungsgesetz vom 8. November 1850 wurden Verwaltung und Justiz endgültig voneinander getrennt und Amtsgerichte als unterste Gerichte geschaffen. So auch das Amtsgericht Bremervörde. War dort zunächst nur ein Richter tätig, so wurde 1900 eine zweite Richterplanstelle geschaffen. 
Mit den Reichsjustizgesetzen wurde 1879 die Gerichtsorganisation reichsweit einheitlich geregelt. Das Amtsgericht Bremervörde blieb bestehen. Der Amtsgerichtsbezirk umfasste den Stadtbezirk Bremervörde und das Amt Bremervörde. Das Amtsgericht Bremervörde war eines von 11 Amtsgerichten im Bezirk des Landgerichtes Stade im Gebiet des Oberlandesgerichtes Celle. Das Gericht hatte damals zwei Richterstellen und war ein mittelgroßes Amtsgericht im Landgerichtsbezirk.
Nach dem Ende des Zweiten Weltkrieges wurden alle Gerichte in Deutschland vorübergehend geschlossen. Am 1. Dezember 1945 wurde das Bremervörder Amtsgericht wieder geöffnet.

## Gerichtsgebäude
Das Gericht befand sich zunächst im Landratsamt in der Amtsallee. Im Jahre 1898 wurde das neu gebaute Amtsgerichtsgebäude eingeweiht. Ein Jahr später kam u. a. ein Gefängnis hinzu. Im Jahre 1900 wurde gegenüber dem Gericht ein Wohnhaus für den Amtsrichter gebaut. Das Gericht ist auch heute noch in den Gebäuden in der Amtsallee untergebracht.